# Llista d'asteroides/157601-157700
| Nom             | Designació provisional | Data de descobriment   | Lloc de descobriment | Descobridor/s       |
| --------------- | ---------------------- | ---------------------- | -------------------- | ------------------- |
| 157601 -        | 2005 WG3               | 20 de novembre de 2005 | Palomar              | NEAT                |
| 157602 -        | 2005 WC6               | 21 de novembre de 2005 | Anderson Mesa        | LONEOS              |
| 157603 -        | 2005 WL13              | 22 de novembre de 2005 | Kitt Peak            | Spacewatch          |
| 157604 -        | 2005 WT21              | 21 de novembre de 2005 | Kitt Peak            | Spacewatch          |
| 157605 -        | 2005 WK22              | 21 de novembre de 2005 | Kitt Peak            | Spacewatch          |
| 157606 -        | 2005 WU26              | 21 de novembre de 2005 | Kitt Peak            | Spacewatch          |
| 157607 -        | 2005 WA28              | 21 de novembre de 2005 | Kitt Peak            | Spacewatch          |
| 157608 -        | 2005 WF34              | 21 de novembre de 2005 | Kitt Peak            | Spacewatch          |
| 157609 -        | 2005 WQ43              | 21 de novembre de 2005 | Kitt Peak            | Spacewatch          |
| 157610 -        | 2005 WW46              | 25 de novembre de 2005 | Kitt Peak            | Spacewatch          |
| 157611 -        | 2005 WF51              | 25 de novembre de 2005 | Kitt Peak            | Spacewatch          |
| 157612 -        | 2005 WU65              | 21 de novembre de 2005 | Catalina             | CSS                 |
| 157613 -        | 2005 WG66              | 22 de novembre de 2005 | Kitt Peak            | Spacewatch          |
| 157614 -        | 2005 WJ73              | 25 de novembre de 2005 | Kitt Peak            | Spacewatch          |
| 157615 -        | 2005 WP73              | 25 de novembre de 2005 | Catalina             | CSS                 |
| 157616 -        | 2005 WF74              | 26 de novembre de 2005 | Catalina             | CSS                 |
| 157617 -        | 2005 WT79              | 25 de novembre de 2005 | Kitt Peak            | Spacewatch          |
| 157618 -        | 2005 WX80              | 26 de novembre de 2005 | Mount Lemmon         | Mount Lemmon Survey |
| 157619 -        | 2005 WK89              | 25 de novembre de 2005 | Mount Lemmon         | Mount Lemmon Survey |
| 157620 -        | 2005 WR89              | 26 de novembre de 2005 | Kitt Peak            | Spacewatch          |
| 157621 -        | 2005 WQ100             | 29 de novembre de 2005 | Socorro              | LINEAR              |
| 157622 -        | 2005 WB101             | 29 de novembre de 2005 | Socorro              | LINEAR              |
| 157623 -        | 2005 WG105             | 29 de novembre de 2005 | Catalina             | CSS                 |
| 157624 -        | 2005 WB106             | 29 de novembre de 2005 | Catalina             | CSS                 |
| 157625 -        | 2005 WQ121             | 30 de novembre de 2005 | Mount Lemmon         | Mount Lemmon Survey |
| 157626 -        | 2005 WP143             | 30 de novembre de 2005 | Kitt Peak            | Spacewatch          |
| 157627 -        | 2005 WD149             | 28 de novembre de 2005 | Kitt Peak            | Spacewatch          |
| 157628 -        | 2005 WA152             | 28 de novembre de 2005 | Catalina             | CSS                 |
| 157629 -        | 2005 WL153             | 29 de novembre de 2005 | Kitt Peak            | Spacewatch          |
| 157630 -        | 2005 WB158             | 26 de novembre de 2005 | Mount Lemmon         | Mount Lemmon Survey |
| 157631 -        | 2005 WA159             | 28 de novembre de 2005 | Palomar              | NEAT                |
| 157632 -        | 2005 WO162             | 28 de novembre de 2005 | Mount Lemmon         | Mount Lemmon Survey |
| 157633 -        | 2005 WX178             | 26 de novembre de 2005 | Anderson Mesa        | LONEOS              |
| 157634 -        | 2005 WL196             | 30 de novembre de 2005 | Mount Lemmon         | Mount Lemmon Survey |
| 157635 -        | 2005 WF198             | 22 de novembre de 2005 | Kitt Peak            | Spacewatch          |
| 157636 -        | 2005 WT202             | 30 de novembre de 2005 | Socorro              | LINEAR              |
| 157637 -        | 2005 XD41              | 6 de desembre de 2005  | Socorro              | LINEAR              |
| 157638 -        | 2005 XZ53              | 4 de desembre de 2005  | Socorro              | LINEAR              |
| 157639 -        | 2005 XY78              | 4 de desembre de 2005  | Socorro              | LINEAR              |
| 157640 Baumeler | 2005 XS80              | 1 de desembre de 2005  | Marly                | P. Kocher           |
| 157641 -        | 2005 XX81              | 8 de desembre de 2005  | Kitt Peak            | Spacewatch          |
| 157642 -        | 2005 XU84              | 10 de desembre de 2005 | Socorro              | LINEAR              |
| 157643 -        | 2005 XU85              | 2 de desembre de 2005  | Kitt Peak            | Spacewatch          |
| 157644 -        | 2005 XK87              | 7 de desembre de 2005  | Socorro              | LINEAR              |
| 157645 -        | 2005 YA1               | 21 de desembre de 2005 | Socorro              | LINEAR              |
| 157646 -        | 2005 YO5               | 21 de desembre de 2005 | Kitt Peak            | Spacewatch          |
| 157647 -        | 2005 YX7               | 22 de desembre de 2005 | Kitt Peak            | Spacewatch          |
| 157648 -        | 2005 YC12              | 21 de desembre de 2005 | Kitt Peak            | Spacewatch          |
| 157649 -        | 2005 YK16              | 22 de desembre de 2005 | Kitt Peak            | Spacewatch          |
| 157650 -        | 2005 YB22              | 24 de desembre de 2005 | Kitt Peak            | Spacewatch          |
| 157651 -        | 2005 YV26              | 21 de desembre de 2005 | Catalina             | CSS                 |
| 157652 -        | 2005 YM27              | 22 de desembre de 2005 | Kitt Peak            | Spacewatch          |
| 157653 -        | 2005 YU30              | 22 de desembre de 2005 | Kitt Peak            | Spacewatch          |
| 157654 -        | 2005 YT32              | 22 de desembre de 2005 | Kitt Peak            | Spacewatch          |
| 157655 -        | 2005 YW32              | 22 de desembre de 2005 | Kitt Peak            | Spacewatch          |
| 157656 -        | 2005 YF33              | 24 de desembre de 2005 | Kitt Peak            | Spacewatch          |
| 157657 -        | 2005 YL35              | 25 de desembre de 2005 | Kitt Peak            | Spacewatch          |
| 157658 -        | 2005 YB38              | 21 de desembre de 2005 | Catalina             | CSS                 |
| 157659 -        | 2005 YB42              | 22 de desembre de 2005 | Kitt Peak            | Spacewatch          |
| 157660 -        | 2005 YD45              | 25 de desembre de 2005 | Kitt Peak            | Spacewatch          |
| 157661 -        | 2005 YV50              | 25 de desembre de 2005 | Kitt Peak            | Spacewatch          |
| 157662 -        | 2005 YY50              | 25 de desembre de 2005 | Mount Lemmon         | Mount Lemmon Survey |
| 157663 -        | 2005 YB53              | 22 de desembre de 2005 | Kitt Peak            | Spacewatch          |
| 157664 -        | 2005 YY53              | 24 de desembre de 2005 | Kitt Peak            | Spacewatch          |
| 157665 -        | 2005 YM58              | 24 de desembre de 2005 | Kitt Peak            | Spacewatch          |
| 157666 -        | 2005 YW59              | 22 de desembre de 2005 | Catalina             | CSS                 |
| 157667 -        | 2005 YZ61              | 24 de desembre de 2005 | Kitt Peak            | Spacewatch          |
| 157668 -        | 2005 YY72              | 24 de desembre de 2005 | Kitt Peak            | Spacewatch          |
| 157669 -        | 2005 YM77              | 24 de desembre de 2005 | Kitt Peak            | Spacewatch          |
| 157670 -        | 2005 YP92              | 27 de desembre de 2005 | Mount Lemmon         | Mount Lemmon Survey |
| 157671 -        | 2005 YY92              | 27 de desembre de 2005 | Mount Lemmon         | Mount Lemmon Survey |
| 157672 -        | 2005 YQ98              | 26 de desembre de 2005 | Kitt Peak            | Spacewatch          |
| 157673 -        | 2005 YR98              | 26 de desembre de 2005 | Kitt Peak            | Spacewatch          |
| 157674 -        | 2005 YC122             | 28 de desembre de 2005 | Mount Lemmon         | Mount Lemmon Survey |
| 157675 -        | 2005 YH124             | 26 de desembre de 2005 | Kitt Peak            | Spacewatch          |
| 157676 -        | 2005 YJ128             | 28 de desembre de 2005 | Mount Lemmon         | Mount Lemmon Survey |
| 157677 -        | 2005 YG131             | 25 de desembre de 2005 | Mount Lemmon         | Mount Lemmon Survey |
| 157678 -        | 2005 YD133             | 26 de desembre de 2005 | Kitt Peak            | Spacewatch          |
| 157679 -        | 2005 YY136             | 26 de desembre de 2005 | Mount Lemmon         | Mount Lemmon Survey |
| 157680 -        | 2005 YP137             | 26 de desembre de 2005 | Kitt Peak            | Spacewatch          |
| 157681 -        | 2005 YX171             | 22 de desembre de 2005 | Socorro              | LINEAR              |
| 157682 -        | 2005 YH172             | 22 de desembre de 2005 | Catalina             | CSS                 |
| 157683 -        | 2005 YX178             | 25 de desembre de 2005 | Mount Lemmon         | Mount Lemmon Survey |
| 157684 -        | 2005 YD181             | 22 de desembre de 2005 | Catalina             | CSS                 |
| 157685 -        | 2005 YB191             | 30 de desembre de 2005 | Kitt Peak            | Spacewatch          |
| 157686 -        | 2005 YM205             | 26 de desembre de 2005 | Mount Lemmon         | Mount Lemmon Survey |
| 157687 -        | 2005 YD209             | 22 de desembre de 2005 | Catalina             | CSS                 |
| 157688 -        | 2005 YX210             | 24 de desembre de 2005 | Catalina             | CSS                 |
| 157689 -        | 2005 YM256             | 30 de desembre de 2005 | Kitt Peak            | Spacewatch          |
| 157690 -        | 2005 YR258             | 24 de desembre de 2005 | Kitt Peak            | Spacewatch          |
| 157691 -        | 2005 YG263             | 25 de desembre de 2005 | Anderson Mesa        | LONEOS              |
| 157692 -        | 2005 YJ278             | 25 de desembre de 2005 | Mount Lemmon         | Mount Lemmon Survey |
| 157693 -        | 2006 AB                | 2 de gener de 2006     | RAS                  | A. Lowe             |
| 157694 -        | 2006 AY2               | 5 de gener de 2006     | Rehoboth             | Calvin College      |
| 157695 -        | 2006 AY5               | 2 de gener de 2006     | Socorro              | LINEAR              |
| 157696 -        | 2006 AV6               | 5 de gener de 2006     | Catalina             | CSS                 |
| 157697 -        | 2006 AA7               | 5 de gener de 2006     | Catalina             | CSS                 |
| 157698 -        | 2006 AG14              | 5 de gener de 2006     | Mount Lemmon         | Mount Lemmon Survey |
| 157699 -        | 2006 AJ17              | 5 de gener de 2006     | Kitt Peak            | Spacewatch          |
| 157700 -        | 2006 AF18              | 5 de gener de 2006     | Anderson Mesa        | LONEOS              |